# Ignacy Kopa
Ignacy Kopa (ur. 9 stycznia 1875 w Trzcielinie, zm. 20 kwietnia 1929) – polski szachista, działacz szachowy, inżynier.

## Życiorys
Pochodził z rodziny drobnych posiadaczy ziemskich. Zainteresowania szachowe wyniósł prawdopodobnie z domu rodzinnego, a rozwijał je na studiach w Berlinie i Akwizgranie. W Akwizgranie przewodniczył akademickiemu klubowi szachowemu. Publikował kompozycje szachowe w pismach "Ilustracja Polska" i "Deutsche Schachzeitung", brał udział w konkursach na rozwiązanie zadań szachowych. W 1905 debiutował jako gracz turniejowy, zaproszony na mistrzostwa "B" Niemieckiego Związku Szachowego w Barmen. W stawce 18 graczy uplasował się na 9. miejscu, zdobywając 9 punktów. Pokonał m.in. Arona Nimzowitscha, Augustina Neumanna i Rudolfa Spielmanna, a wśród sześciu rywali, z którymi zremisował partie, był Dawid Przepiórka. Turniej wygrał Leo Fleischmann.
W pierwszych latach po powrocie do Wielkopolski Kopa był aktywnym uczestnikiem życia szachowego, m.in. w latach 1907-1909 prezesował Poznańskiemu Klubowi Szachistów. Potem poświęcił się pracy zawodowej, był współwłaścicielem firmy melioracyjnej oraz działaczem stowarzyszenia techników. Obok szachów inną dyscypliną sportową, której poświęcał uwagę, było wioślarstwo (działał w poznańskim klubie). W połowie lat 20. odniósł kilka znaczących sukcesów szachowych, przede wszystkim sięgając po mistrzostwo Poznania w 1926 - zdobył 14 punktów na 15 możliwych. Stan zdrowia nie pozwolił mu w tymże roku na udział w pierwszych indywidualnych mistrzostwach Polski, na które został zaproszony. W 1929 reprezentował Poznań w pierwszych drużynowych mistrzostwach Polski (na pierwszej szachownicy), ale nie zanotował większych sukcesów. Przegrał m.in. partie z Abramem Blassem i Teodorem Regedzińskim.
W 1927 w turnieju Poznańskiego Klubu Szachistów zajął dzielone 4-5. miejsce. W tym samym roku w meczu pokazowym w Poznaniu spotkał się z Przepiórką - partia zakończyła się wynikiem remisowym - a w spotkaniu z reprezentacją Wrocławia pokonał czołowych graczy Śląskiej Federacji Szachowej Kramera i Sikorskiego. W kwietniu 1929 poznański klub zorganizował pojedynek Kopy z Antonim Wojciechowskim, jego następcą z tytułem mistrza miasta. Starszy o przeszło ćwierć wieku Kopa rozpoczął spotkanie lepiej od rywala, wygrywając trzy z czterech pierwszych partii. Mecz pozostał jednak nierozstrzygnięty z powodu nagłej śmierci Ignacego Kopy. 